# フレッツ網におけるIPv6
フレッツ網におけるIPv6では、NTT東日本およびNTT西日本が提供するフレッツサービスにおけるIPv6の適用について記述する。

## 概要
NTT（東日本、NTT西日本）のフレッツ網は、実運用されているIPv6のネットワークとしては、2023年現在で約2363万 回線を有する世界最大級のネットワークである。NTTのフレッツ網では、IPv6のグローバルユニキャストアドレスで構築されている。グローバルユニキャストアドレスである理由は、
1. NTTがIPv6の採用を検討していた時点では、ユニークローカルユニキャストアドレスやサイトローカルユニキャストアドレスに関する仕様変更が議論の的になっており確実に使用できる保証が無かったこと。
2. 今後NTTが予定している回線すべてにIPv6プレフィックスを配布するにはユニークローカルユニキャストアドレスではIPv6プレフィックスの数が足りないこと。
3. フレッツ網でユニークローカルユニキャストアドレスを使用してしまうと、ユーザ側でユニークローカルユニキャストアドレスを使用できなくなるためである。
4. また、マルチキャストによるコンテンツ配信のインフラ整備も計画されていた。

しかし、日本電信電話株式会社等に関する法律により、日本国外との通信業務が制限されていることから、グローバルユニキャストアドレスを使用していても、IPv6インターネットに対する接続サービスをNTTが提供することができないため、NGNは閉域網としてインターネット (IPv6) からは孤立しており、相互にルーティングはされないのが基本である。また、そのような構造の副作用により、IPv6-IPv4フォールバック問題や、IPv6マルチプレフィックス問題が発生している。

## 閉域網としてのIPv6サービス
NTT西日本のフレッツ光プレミアム及びv6アプリの個別契約、NTT東日本のフレッツ・ドットネットの個別契約、並びに平成19年2月24日以降、新規開通したBフレッツに割り当てられる。また、準備が整い次第、NTT東日本の既存BフレッツユーザにもIPv6が割り当てられるようになる。ただし、これらは「フレッツ」網内だけ（「フレッツスクウェア」など「フレッツ」網内だけで提供されるサービス）の機能であり、インターネットのIPv6空間への接続には「フレッツ光ネクスト」およびこれに対応したプロバイダへの契約が必要となる（当初2011年4月にサービス開始予定であったが、東日本大震災のため遅延した）。また、プロバイダによっては現状のIPv4網内にトンネリングなどの形でIPv6網へ接続できるサービスを提供しているところもある。

## IPv6接続サービス
NTTのフレッツ網では、NGNサービスであるフレッツ 光ネクストにおいては、IPv6インターネットに接続するための回線サービス品目の名称として、「インターネット (IPv6 IPoE) 接続」と「インターネット (IPv6 PPPoE) 接続」の2つの方法により提供をしている。なお、IPv4と同様にインターネットへの最終的な接続性を提供するのはISPである。フレッツ光ネクストにおけるISPによるIPv6接続サービスの普及率は、2020年9月現在で76.1％である。
Bフレッツやフレッツ 光プレミアムの既存ユーザの一部については、前述「閉域網としてのIPv6サービス」のとおり、フレッツ網内の閉域網通信用にIPv6プロトコルが使用されている場合があるが、「インターネット (IPv6 IPoE) 接続」と「インターネット (IPv6 PPPoE) 接続」のような、IPv6インターネットに接続するための回線サービスは提供されておらず、利用できない。NTT東西及びISP側は、フレッツ 光ネクストへの変更を推奨している。フレッツ 光ネクストに変更せずにIPv6インターネットに接続したい場合には、フレッツサービス以外の一般のトンネリング接続サービス (IPv6 over IPv4) を別途利用する必要がある。

### インターネット (IPv6 IPoE) 接続
網構成から「ネイティブ方式」、「NGN IPoE」と呼ばれる事もある。
ISPがVNE事業者をリセールする契約形態により、ユーザはVNEが振り当てるIPv6プレフィックスを使用し、フレッツ網 (NGN) からVNEを介して、直接インターネットに通信する方式である。IPv6についてはNGN経由でインターネットと直結（ダイレクトルーティング）する事になる。
この方式を利用したいユーザは、NTT東西とフレッツ・v6オプションを契約することが前提となる。この契約により、フレッツ 光ネクストの標準契約では閉域網であったNGNを、指定したVNE（加えて、フレッツ・v6オプションにより同じフレッツ網に接続されている全ユーザ間）との直接のIPv6通信のために利用できるようになる。これらのIPv6通信の経路に関しては、VNE接続事業者のリセール元であるISPのPPPoEネットワークを介さず、NGNを介した直接通信となる。よって、IPv6のためにはフレッツ網のPPPoEセッションを消費しない。
事例として後述のホームゲートウェイ (HGW) 有りの場合、DHCPv6-PDによりNGNからHGWに対しVNEの /56 プレフィックスだけが払い出され、HGWからカスタマLAN内に /64 のプレフィックスが広告 (RA) される。HGW無しの場合、NGNからカスタマLAN向けに VNEの /64 プレフィクスが広告される。PPPoEと異なりRADIUSによるID/パスワードでの認証が不要となる一方、複数のISPと同時に契約する事は出来ない。
前に述べたリセール形態の故に、ユーザーが契約するISPが、自らVNE事業を運営せず、VNEのリセールサービスをも提供していない場合には、ユーザーはこの方式を利用できない。この通信形態では、ISPにとっては、そのISP自身がVNEである場合を除き、IPv4・IPv6のトラフィックを特定のVNEに委託する形になる。
PPPoEにおけるようなISP相互接続点の網終端装置（NTT東西提供）を通さず、NGNと直接ルーティングする事の副効用として、網終端装置の帯域輻輳による混雑時の通信速度低下が起きにくい、PPPoEを介さずレイテンシが改善、等があるとされており、それをアピールするISP事業者もある。また、この事は次の「IPv4 over IPv6」によるIPv4通信にも及ぶ。

#### IPv4 over IPv6
「インターネット (IPv6 IPoE) 接続」利用時では、VNE側がオプションとしてIPv4 over IPv6サービスを提供する場合がある。多くのVNEや対応ISPでは、IPv6 IPoEサービスに付随して標準でIPv4 over IPv6サービスも提供しているが、提供およびユーザ側での実際の利用について必須ではない。
IPv6 IPoE接続ネットワーク上で、トンネリングまたはトランスレーション (IPv4 over IPv6)によりIPv4接続性を確保する。IPv4の仮想経路は、ユーザーCPEとVNE事業者機器（仮想経路出口）の間のIPv6上で直接張られ、VNEは、（NGN経由で）インターネットとの間でIPv6の疎通と、IPv4仮想経路出口での接続性を担当することになる。
IPv4がトンネル経由となる事、キャリアグレードNATが方式によっては多段適用となる事、1つのIPv4アドレスを複数のユーザーで共有する事などにより、従来のIPv4 PPPoEで可能であったCPEでの自由なポートフォワード、サーバー公開（Dynamic DNS等）、PPTP等の特定プロトコルが従来通り利用できるかは不透明であり、ほとんどのISPはこれらのサービスが利用できなくなる可能性を注意事項として告知している。

#### 対応CPE (IPv4 over IPv6を利用する場合)
IPv6 IPoE + IPv4 over IPv6を利用する場合、次のいずれかのCPEが必要となる
- ひかり電話対応ホームゲートウェイ（ルータ機能内蔵） - フレッツ 光ネクストでひかり電話を使用する際にレンタル品として提供される（HGW)。
  - MAP-E方式のv6プラス (JPNE)・OCNバーチャルコネクト (NTT Com)・IPv6オプション (ビッグローブ)と、DS-Lite方式のTransix (mfeed)・v6コネクト (朝日ネット) に対応。DS-Lite方式のクロスパス (ARTERIA) と方式未公表のSoftBank光には非対応。
  - フレッツ・ジョイントが各HGWに配信され自動的にサービスが提供される。ユーザー側で特に作業を行う必要は無い。 フレッツ・ジョイントはISPがNTTへの料金を負担する有償のサービスのため、ISPによっては対応していない (ユーザーが別途ルーターを用意する事が必須) 場合がある。
  - MAP-E方式は型番が300番台以降、DS-Lite方式は型番が500番台以降のHGWが必要。
  - 型番が100 - 200番台の場合[注 16]、IPv6ブリッジにしか対応していないので以下の対応ルーターが必須になる。
- IPv6 IPoE（ネイティブ方式） および VNEが提供するIPv4 over IPv6方式の両方に対応した市販のブロードバンドルーター[注 17][注 18]
- SoftBank光のみ、独自CPEかつ有償レンタル品である「光BBユニット」

#### 対応CPE (IPv4 over IPv6を利用しない場合)
IPv6 IPoEだけを利用し、IPv4 over IPv6は利用しない場合、次のいずれかのCPEが必要となる
- ひかり電話対応ホームゲートウェイ（ルータ機能内蔵）
- IPv6 IPoE（ネイティブ方式） に対応したブロードバンドルーター[注 18]

なお、最低限IPv6パススルー（IPv6ブリッジ）機能のあるルーターを使用すれば、各端末でIPv6接続可能となる場合がある。

### インターネット (IPv6 PPPoE) 接続
網構成から「トンネル方式」、「NGN PPPoE」と呼ばれる事もある。
フレッツADSL以降のフレッツサービスにおいては、IPv4 PPPoE を用いて、地域IP網またはNGN上において、ISP相互接続点の網終端装置（NTT東西提供）までIPv4トンネルを張る事により従来のIPv4接続が実現されているが、これと同様な手法によりNGN上に IPv6 PPPoE トンネルを網終端装置まで張り、IPv6の接続性を実現する方式である。
IPv6 IPoEとは異なり、NGNに直結はしないためフレッツ・v6オプションの契約は不要であるが、IPv6 PPPoE を追加セッションとして張るため、フレッツサービスにて新たなPPPoEセッションを1つ消費すると共に、利用中のISPに別途オプション等としての契約が必要となる。
後述の対応CPEの仕様の通り端末との通信の際、IPv4については、従来通りNAT/NAPTが適用される。またIPv6については、IPv6インターネットへの通信と、NGN閉域網へのIPv6通信を正しく振り分ける機能を持つ。さらに、IPv6インターネットへの通信は、単純にルーティングのみを行う。NGN閉域網への通信に対しては、NAT/NAPTが適用される。

#### 対応CPE
この方式のために、次のいずれかのCPEが必要となる。なお、ユーザー住所（地方）によっては利用できない（全国サービス未実施）ISPがある。
- ひかり電話対応ホームゲートウェイ（ルータ機能内蔵） - フレッツ 光ネクストでひかり電話を使用する際にレンタルされる。
  - 型番が300番台以降について IPv6 PPPoE（トンネル方式）の機能が提供される。既存設置ユーザーに対してもファームウェアのリモートアップデートにより対応される。よって、トンネル対応のために以下のトンネルアダプタ (MA-100) や対応ルーターの入手は不要 [14][注 23]。
  - 型番が100 - 200番台の場合[注 16]、IPv6ブリッジにしか対応していないので以下のトンネルアダプタ (MA-100) や対応ルーターが必要になる。
  - なおホームゲートウェイでは接続できないISPがある（後述）。
- IPv6トンネル対応アダプタ (MA-100) - ひかり電話を契約せず、一般のルーター[注 24]を使用する場合に必要。
- IPv6 PPPoE（トンネル方式）対応のブロードバンドルーター
  - NTTコミュニケーションズ（OCN向け）提供の「IPv6対応ブロードバンドルータ DS-RA01」
  - その他「IPv6トンネル対応アダプタ機能」搭載のルーター（ISPが指定する指定メーカーの指定機種が望ましい）
  - ISPによっては、ホームゲートウェイでは不可で、指定メーカーの指定機種で無いとサービス接続できない場合がある。[注 25]

なお、IPv4 PPPoE（従来のPPPoE）だけに対応するルーターではこの方式を利用できない。

## フレッツ網でのIPv6サービスに関する諸問題
以下の「IPv6-IPv4フォールバック問題」や「IPv6マルチプレフィックス問題」は、概ねフレッツ 光ネクストとそのIPv6インターネット接続サービスが開始される以前に、LAN内の端末がIPv6通信機能を搭載し始めた事などにより、ルーターの機能が未対応であったり、IPv6設定が正しく行われなかったための副作用である。フレッツ網がここまでに述べた特殊な閉域網である事に起因する過渡的な副作用であり、本質的にはISP側、CPE側およびユーザー端末の全てで正しい設定によりIPv6接続すれば解決される問題だとされている。
「インターネット (IPv6 IPoE) 接続」や「インターネット (IPv6 PPPoE) 接続」サービス利用においても、正しく対応したルーターを使用し、端末側も正しく設定がされていれば、通常は発生しない。
なお、設定可能な端末においては、IPv6プロトコルを無効にしてオフロードする設定にすれば、容易かつ完全に回避はできる。

### IPv6-IPv4フォールバック問題
NTTのフレッツ網においてフレッツ網内IPv6アドレスが端末に割り振られている状況下で、DNSによる名前解決でAAAAレコードによるIPv6アドレスの返答を端末が受け取った場合、IPv4によるアクセスが遅延する問題。フレッツ網内IPv6アドレスは、グローバルユニキャストアドレスであるが、IPv6インターネットとの間で直接の経路は広告されておらず、疎通できない、孤立したアドレスである。
DNSクエリによりFQDNからAAAAレコードにより宛先のIPv6アドレス、Aレコードにより宛先のIPv4アドレス（いずれもインターネット上のアドレス）を受け取った場合、まずIPv6でアクセスを試みるが、端末にフレッツ網内アドレスが割当たっており、宛先のIPv6には不到達となる。端末（ブラウザー）が不到達と決定するまでにタイムアウト時間（#フォールバックのタイムアウト時間とフレッツ網側対策）を消費し、タイムアウト後にIPv4でのアクセスを試みるという動作になる。この再試行により、アクセス待ち時間が増大することが問題となる。DNSから複数のAAAAレコードが返って来た場合は、各AAAAレコードに対してIPv6アクセスを試みるため、タイムアウト時間が逓倍で増加する。
なお、フレッツ網以外の一般のIPv6のネットワークにおいても、ファイアーウォールでICMPv6の宛先不達 (Destination Unreachable) をフィルタしていたり、インターネットに接続されていないIPネットワークであったりした場合には同様の問題が生じる。
アプリケーションによる RFC 6555 - Happy Eyeballs: Success with Dual-Stack Hosts の実装により、IPv6でのアクセスとIPv4でのアクセスとを同時に試みることで緩和される場合があるが、根本的解決には、IPv6インターネットへの接続サービスの利用が必要である。
また、Windows 8では、RFC 6724（旧版 RFC 3484）の実装を変更することで、IPv6-IPv4フォールバック問題に対応している。具体的には、30日おきにMicrosoft によりホストされた IPv6 のみのサーバーに対する簡単な HTTP GETによるネットワーク接続テストを実行し、IPv6で到達できるときにはIPv6を優先的に使用する。逆にIPv6で不到達の場合には、IPv4を優先する。MSはこのアプローチによりWebブラウザーだけでなく、標準Windows APIを使用してデュアル スタックの接続先に接続するアプリケーションについても改善されるとしている。

### フォールバックのタイムアウト時間とフレッツ網側対策
フォールバックによるタイムアウト時間は環境と状況によって異なり、何の対策も打たない状況下では数10秒におよぶ事があり、サービスは実質的に使用不能に陥る。
フレッツ網側ではこの対策のため、ユーザ側からフレッツ閉域網のネットワークに対し通常のIPv6インターネット上アドレスを宛先としたTCPコネクションを試みた場合、ユーザにTCP RSTを返してセッションを強制的に切断させ、端末側にIPv4へのフォールバックさせると言う仕組みを導入している。これによりタイムアウト時間は環境にもよるが最大1秒程度に短縮できる場合がある。
ただしこの手法はUDPには効果がなく、また端末の実装によってはIPv4にフォールバックせずエラーとなる場合もあり、完全に解決されるものではない。
また全般的に、タイムアウト時間はHTTP (TCP) の1セッションにおける値であり、Webブラウザーで1ページの表示に数10のセッションを張るような場合（そしてそれが通常である）にはタイムアウトによる遅延が累積し、大幅なページ表示速度（いわゆる体感速度）の低下に繋がる場合がある。リアルタイム性を追求するアプリケーション（動画、ゲーム）等においても深刻な影響を生じる場合がある。

### AAAAフィルタ
このIPv6-IPv4フォールバックによる遅延を解消ないし改善するために、ISPが提供し指定するDNSサーバーにおいて、端末からDNSクエリを受けてもAAAAレコードを返さずにAレコードだけを返すと言う対策が取られる場合がある。これをAAAAフィルタと言う。
多くのISPで、IPv4だけの接続ユーザーに対しAAAAフィルタが適用される。ただし、各ISP毎に細かい相違がある。代表的なAAAAフィルタの適用、非適用のパターンは下記の通りである。
- IPv4のPPPoEだけを使用するユーザーに適用。IPv6 PPPoEも使用するユーザーには非適用。
- DNSサーバーへのクエリがIPv4による場合、適用。IPv6による場合には非適用。
- 全適用（IPv4サービスだけ提供）
- 全非適用（IPv6サービスも提供）

ただし、端末（またはルーター等のCPE）がISPが提供し指定するもの以外のDNSサーバーに接続するような設定にした場合、この接続形態に応じたAAAAフィルタは適用されない場合があり、端末がAAAAレコードを受取ってフォールバック問題が起きる可能性がある。なお、AAAAフィルタによる対策を取るDNSサーバーを提供するのは、日本の、しかもフレッツ網により提供するISPサービスに概ね限られる。

### IPv6マルチプレフィックス問題
NTTのフレッツ網においてフレッツ網内IPv6アドレスが端末に割り振られており、同時にその端末でIPv6インターネットへの接続サービスを利用している場合に、フレッツ網とインターネットの双方からIPv6プレフィックスが配布され、一つの端末が複数のIPv6プレフィックスを持つことにより発生する問題。フレッツ網以外のネットワークであっても、複数のIPv6プレフィックスが配布される環境であれば、同様の問題が発生する。
この問題により、アプリケーションが通信を行う際に選択した送信元アドレスによって、通信相手先によって通信ができたり、できなかったりするトラブルが発生する。これは、フレッツ網内のIPv6アドレスがグローバルユニキャストアドレスであるにも関わらずIPv6インターネットと接続されていない根本的な問題によっている。インターネット上のIPv6アドレスを持つある宛先ホストと通信する際に、送信元IPv6アドレスとしてフレッツ網内のIPv6アドレスを選択して通信を開始し、よって宛先ホストからのパケットが返って来ないため通信を行うことができない。
解決策としては、RFC 6724（旧版 RFC 3484）のポリシーテーブルでネットワークを仮想的に分離するものと、ルーターによる解決策がある。ポリシーテーブルによる対応について、マイクロソフトは、KB2551233として設定方法を公開する一方で、総務省の研究会に提出した資料において問題が発生する可能性があるため少なくともWindowsマシンでは設定しないように勧告している。ルーターによる解決策としては、ユーザ側ルーターから端末に広報するIPv6プレフィックスをISP側のIPv6プレフィックスに限定し、よってLAN内の端末にマルチプレフィクスが割り当てられないようにする方法がとられる。
なお、フレッツ・ADSL、Bフレッツやフレッツ 光プレミアムのユーザー端末において、フレッツ網内IPv6アドレスが端末に割り振られており、同時に、その端末で（フレッツサービス以外の一般の）トンネリング接続サービス (IPv6 over IPv4) を利用している場合にも、同様にIPv6マルチプレフィックス問題が生じる場合がある。フレッツ・ADSL、Bフレッツやフレッツ 光プレミアムについては一部地域を除き新規申し込みを中止して暫時縮小していく方針であることから、前述のルーターによりフレッツ網内のIPv6プレフィクスをLANに広報しない方法以外には具体的な対策がない。

### （参考）IPv6 PPPoE対応CPEの要求仕様
フレッツ 光ネクスト (NGN) 下においては、IPv6 PPPoEに対応するCPEには次の機能が要求されることになる。これも、日本のフレッツ網 (NGN) により提供するサービス特有の仕様である。
- CPEから配下の端末に対しては、ISP側から取得したプレフィックスだけを払い出す（配布）
- CPE配下の端末からNGN内への通信を可能とするための「IPv6NAT」機能
- NGN内のプレフィックスを判別しIPv6NATを適用する「経路振り分け機能」

## IPv4、IPv6二重投資問題
ISPにとっては、既存のIPv4接続のためのネットワークおよび設備と、IPv6接続用のそれの、2つのネットワーク設備を個別に維持していく必要があり、二重投資によるコストアップが問題になっている。このため、IPv4 over IPv6 (RFC 2473) に基づき、NGNを含めたIPv6ネットワークの一元化（IPv4はIPv6上にトンネル接続として実現）が検討され、「インターネット (IPv6 IPoE) 接続」としての提供が実現している。詳細は、同項目を参照。